# Découverte (émission de télévision)
Pour les articles homonymes, voir Découverte.
Découverte est une émission de télévision de vulgarisation scientifique canadienne animée par Charles Tisseyre et diffusée depuis le 11 septembre 1988 sur ICI Radio-Canada Télé. Elle a également été rediffusée sur Savoir média (anciennement Canal Savoir).
Plusieurs reportages de l'émission ont été récompensés par des prix.

## Concept
« Découverte veut présenter les phénomènes naturels, leurs fondements scientifiques, les développements technologiques courants ainsi que les questions de santé dans un langage vulgarisé, avec des présentations visuelles claires, au besoin spectaculaires. Ses reportages ciblent en particulier les équipes de recherche canadiennes et québécoises et les problématiques qui ont un impact immédiat pour notre public. »

## Historique
En 1975, la Télévision de Radio-Canada lance une nouvelle émission scientifique animée par Joël Le Bigot : Science-Réalité!. Le programme reste à l'antenne pendant 13 ans en changeant souvent de style et de créneau horaire. Mais l'émission ne parvient pas à voir ses audiences décoller et reste en dessous des 300 000 téléspectateurs.
En 1988, il est décidé de lancer une nouvelle émission intitulée Découverte pour marquer une rupture journalistique et technique auprès du public. Le journaliste Pierre Sormany est chargé de mettre en forme ce nouveau programme. L'émission a une durée de 23 minutes et compte 3 à 4 sujets. Elle est présentée par Pierre Maisonneuve depuis l'extérieur et non plus en studio. Elle s'intéresse à des sujets plus spectaculaires destinés à la famille et mise beaucoup sur l'infographie. Elle diffuse parfois des reportages produits à l'étranger pour respecter ses contraintes économiques. Malgré l'absence d'une campagne de promotion pourtant habituelle pour un nouveau programme, l'émission atteint les 370 000 téléspectateurs dès sa première saison.
En 1990, grâce à ses bonnes audiences, l'émission est rallongée et dure désormais 45 minutes. Le nombre de téléspectateurs atteint 398 000 cette année-là et 500 000 en 1992.
En 1992, Pierre Maisonneuve cède la présentation à Charles Tisseyre. L'émission occupe désormais un créneau d'une heure (le dimanche soir à 18 h 30) et son audience atteint 662 000 téléspectateurs en 1994. Dès l'année suivante, le réseau de télévision concurrent TVA se met à proposer une contre-programmation plus puissante et les audiences de Découverte baissent. Mais l'émission parvient quand même à battre son record d'audience en attirant 663 000 téléspectateurs lors de la saison 1999/2000. Au début des années 2010, elle atteindra même des audiences de l'ordre de 750 000 téléspectateurs dans son créneau principal, et près d'un million de téléspectateurs chaque semaine, si on inclut les rediffusions à RDI et sur la chaîne Explora[réf. souhaitée].
En 2008, le présentateur Charles Tisseyre et la réalisatrice Hélène Leroux partent à l'assaut du pic Mera dans l'Himalaya. Sous la supervision de spécialistes réputés, ils veulent montrer qu'il est possible pour des personnes ayant une vie sédentaire d'améliorer sa santé et sa condition physique par des moyens accessibles à tous.

## Accueil

### Audiences
En 1988, année de son lancement, l'émission est suivie chaque semaine par 370 000 téléspectateurs. Elle atteint 398 000 téléspectateurs en 1990, 500 000 en 1992, 662 000 téléspectateurs en 1994 et 663 000 téléspectateurs en 1999. Au début des années 2000, elle se stabilise autour des 600 000 téléspectateurs, mais atteindra une audience moyenne de l'ordre d'un million de téléspectateurs en 2009-2010, si on inclut ses rediffusions. Cela représente autour de 20 % de part d'audience, ce qui est proportionnellement plus que la grande majorité des magazines d'information scientifique équivalents dans les autres pays.

## Récompenses
Plusieurs reportages de l'émission ont reçu des prix, dont :
- Prix Roberval 1999, catégorie Télévision, à Mario Mason et Yves Lévesque pour Hibernia, la merveille de la mer ;
- Prix Roberval 2002, catégorie Télévision, à Jeannita Richard et Mario Masson pour Les sables bitumineux de l'Alberta ;
- Mention spéciale du Prix Roberval 2002, catégorie Télévision, à Yves Lévesque et Gilles Provost pour L'autopsie d'une catastrophe ;
- Prix Roberval 2003, catégorie Télévision, à Lise Lorrain et Daniel Caron pour Arctique canadien : Terre de feu Montréal ;
- Mention Spéciale « Technologie de l'Information et de la Communication » du Prix Roberval 2007 à Hélène Naud et Daniel Carrière pour L'acteur virtuel ;
- Prix Roberval 2015, catégorie Télévision, à André Bernard et Yves Lévesque pour Dans le ventre de l'orgue[6].

L'émission a aussi reçu plusieurs prix Gémeau de l'Académie canadienne du cinéma et de la télévision (ACCT), dont celui du meilleur magazine d'information ou d'affaires publiques en 1998, 1999, 2003 et 2009, en plus de gagner le Gémeau du meilleur documentaire : nature et sciences en 2008 (pour "Dawson, code orange", auquel a pris part le journaliste scientifique Michel Rochon) et 2010 (pour "Le Cancer, une révolution se prépare").